# George van Rossem
George van Rossem (La Haya, 30 de mayo de 1882-Wassenaar, 14 de enero de 1955) fue un deportista neerlandés que compitió en esgrima, especialista en las modalidades de espada y sable. Participó en tres Juegos Olímpicos de Verano entre los años 1908 y 1920, obteniendo dos medallas, bronce en espada por equipos y bronce en sable por equipos.

## Palmarés internacional
| Juegos Olímpicos | Juegos Olímpicos   | Juegos Olímpicos  | Juegos Olímpicos   |
| Año              | Lugar              | Medalla           | Prueba             |
| ---------------- | ------------------ | ----------------- | ------------------ |
| 1912             | Estocolmo (Suecia) | Medalla de bronce | Espada por equipos |
| 1912             | Estocolmo (Suecia) | Medalla de bronce | Sable por equipos  |